# Kevin Spacey
Kevin Spacey Fowler [kévin spéjsi fóvler], bolj znan kot Kevin Spacey, ameriški filmski igralec, * 26. julij 1959, South Orange, New Jersey, ZDA.
Spacey je prejel dva oskarja, leta 1995 za najboljšo moško stransko vlogo v filmu Osumljenih pet (The usual suspects) in leta 1999 za najboljšega igralca v filmu Lepota po ameriško (American beauty).

## Filmografija
- Supermanova vrnitev (Superman Returns) (2006)
- Onkraj morja (Beyond The Sea) (2004)
- Življenje Davida Galea (The Life of David Gale) (2003)
- Austin Powers in Goldmember (2002)
- Ladijske novice (The Shipping News) (2001)
- K-PAX (2001)
- Daj naprej (Pay It Forward) (2000)
- Navaden pošten zločinec (Ordinary Decent Criminal) (2000)
- It's Tough to Be a Bug (1999 - Disneyev tematski park) (glas)
- The Big Kahuna (1999)
- Lepota po ameriško (American Beauty) (1999)
- Življenje žuželk (A Bug's Life) (1998) (glas)
- Hurlyburly (1998)
- The Negotiator (1998)
- Vrt dobrega in zla (Midnight in the Garden of Good and Evil) (1997)
- L.A. zaupno (L.A. Confidential) (1997)
- A Time to Kill (1996)
- Iskanje Riharda (Looking for Richard) (1996)
- Sedem (Se7en) (1995)
- Osumljenih pet (The Usual Suspects) (1995)
- Izbruh (Outbreak) (1995)
- Swimming with Sharks (1994)
- The Ref (1994)
- Železni Will (Iron Will) (1994)
- Consenting Adults (1992)
- Glengarry Glen Ross (1992)
- Henry in June (Henry & June) (1990)
- A Show of Force (1990)
- Očka (Dad) (1989)
- See No Evil, Hear No Evil (1989)
- Delovno dekle (Working Girl) (1988)
- Rocket Gibraltar (1988)
- Heartburn (1986)